# Guilinggao
El guilinggao es una medicina china elaborada tradicionalmente con el caparazón molido de la tortuga caja rayada (金錢龜), en grave peligro de extinción, y zarzaparrilla (土伏苓). También se toma como postre, en forma de gelatina. El guīlínggāo industrial siempre se vende como postre y no contiene polvo de caparazón de tortuga (a pesar de las prominentes imágenes de tortuga que exhiben la mayoría de las marcas), pero sí comparte las mismas hierbas que la medicina y se comercializa de forma similar como beneficioso para la piel.

## Historia
Se creía que el emperador Tongzhi casi curó su viruela tomando guilinggao. Sin embargo, la emperatriz Cixi creía que la enfermedad podía curarse adorando un ídolo, y logró convencer a Tongzhi para que abandonase la toma de guilinggao. Entonces el emperador murió.
Se cree que el guilinggao es bueno para la piel, permitiendo una complexión más sana si se consume con frecuencia. Sin embargo, este efecto, si lo hay, se debe probablemente a los aditivos herbales del jarabe.

## Variedades
El jarabe normal de guilinggao es negro en apariencia, si bien el color real es más bien marrón oscuro. De forma natural no es dulce sino ligeramente amargo, pudiéndose añadir edulcorantes como la miel para hacerlo más agradable al paladar.
En los barrios chinos de Estados Unidos y Canadá puede encontrarse guilinggao enlatado relativamente barato. Suele ser dulce y a veces se toma como postre.

## Preparación
La gelatina de guilinggao se prepara a partir de polvos, de forma similar a la gelatina de postres. Cuando se prepara, se añaden otras sustancias herbales, como el ginseng, para darle gusto y valores medicinales.